# Catolesia
Catolesia, relativno novi rod glavočika opisan 2000. godine. Sastoji se od tri vrste, sve su brazilski endemi.
Catolesia uključuje grmolike vrste poznate iz područja Campo Rupestre u Chapada Diamantina u Bahiji, Brazil. Ističe se po mnogocvjetnoj kapituli i gusto i spiralno umetnutim listovima te ljuskavom cvjetištu (receptakul) i golim stabljikama.

## Vrste
1. Catolesia huperzioides Roque, H.Rob. & A.A.Conc.
2. Catolesia mentiens D.J.N.Hind
3. Catolesia monocephala Roque & S.C.Ferreira; otkrivena 2018.